# Indigofera masonae
Indigofera masonae är en ärtväxtart som beskrevs av Nicholas Edward Brown. Indigofera masonae ingår i släktet indigosläktet, och familjen ärtväxter. Inga underarter finns listade i Catalogue of Life.